# El Tepozteco
El Tepozteco è un sito archeologico situato nello stato messicano di Morelos. È composto da un piccolo tempio dedicato al dio azteco Tepoztecatl, il dio della bevanda alcolica nota come pulque.
Durante la parte centrale del periodo postclassico, furono costruite numerose terrazze ed una piccola piramide su uno dei picchi della Sierra de Tepoztlan, sovrastando la città precolombiana di Tepoztlán. Il tempio divenne sufficientemente importante da attirare pellegrini fin dal Guatemala, nonostante il culto di Tepoztecatl fosse svolto solo a livello locale.

## Il sito
Il tempio si trova sul lato occidentale del sito. Si tratta di una piattaforma alta 6,4 metri che sorregge la base del tempio alta 3,3 metri. Al di sopra si trova quello che resta dell'edificio, ovvero macerie e muri alti 2,7 metri. Il tempio era formato da due stanze. La prima si apriva sulle scale del tempio, con due pilastri situati ai fianchi dell'entrata. Al centro di questa stanza è stata trovata una piccola depressione, contenente tracce di carbone vegetale e copale.
Anche l'entrata al piccolo sacrario interno era affiancata da due pilastri. Probabilmente veniva tenuta una statua di Tepoztecatl in questa stanza.
Il tempio fu modificato numerose volte durante la sua storia. La prima volta fu ristretta l'entrata aggiungendo mura laterali al posto dei semplici pilastri di prima. La seconda, e più importante, modifica fu l'aggiunta di panchine in pietra ed un piccolo cornicione. Sul cornicione si trovavano bassorilievi dei glifi dei 20 giorni che componevano il calendario sacro di tonalpohualli. Tra gli altri glifi si trovano una corona turchese ed uno scudo con frecce, che hanno portato a concludere che le panchine siano state costruite dalla Triplice alleanza azteca dopo il 1452, anno in cui l'alleanza conquistò Tepoztlan.
Sono state costruite abitazioni sulle terrazze del lato orientale, in modo da fornire una dimora a sacerdoti ed ai loro aiutanti.

## Interpretazioni alternative
Tra le rovine del tempio sono state trovate due pietre cadute con glifi; una delle due porta il nome dell'ottavo imperatore azteco Ahuitzotl, mentre l'altra la data azteca del "10 coniglio". Questa data corrisponde all'anno 1502, anno in cui morì Ahuitzotl. Per questo motivo alcuni archeologi credono che si tratti anche dell'anno in cui fu eretto il tempio, mentre altri ipotizzano che le pietre siano state aggiunte in seguito per commemorarne la morte. Secondo un'altra interpretazione il tempio sarebbe stato costruito dagli Aztechi dopo la conquista di Tepoztlan, per ricordare le vittorie di Ahuizotl.